# Ingeborg Tordsdotter (Bonde)
Ingeborg Tordsdotter, död 1391, var en svensk adelsdam, godsägare, donator och birgittinnunna i Vadstena kloster.

## Biografi

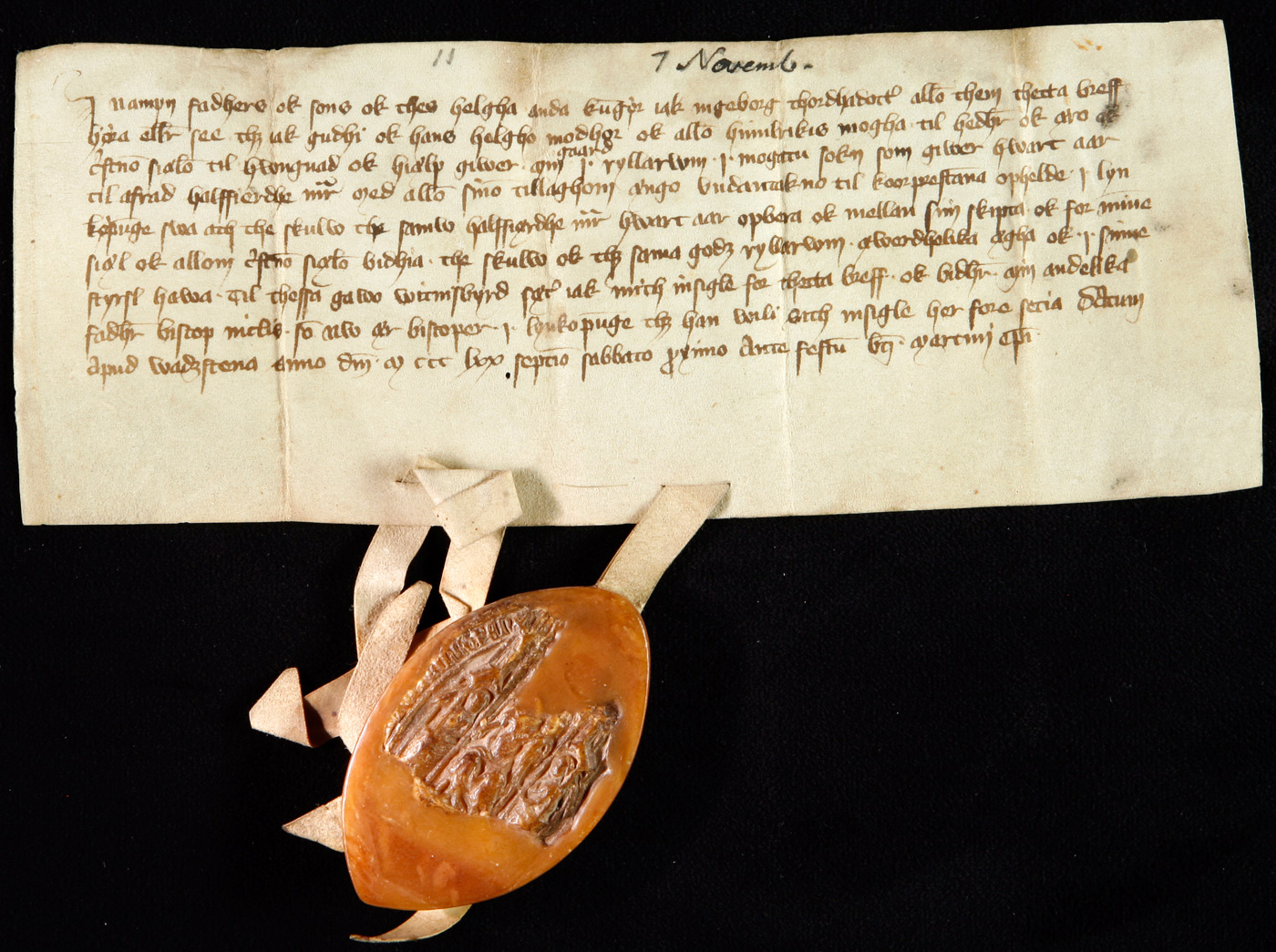
Ingeborg Tordsdotter skänker till korprästerna i Linköpings domkyrka sin gård i Rullerum i Mogata socken. Ingeborgs sigill har inte bevarats men ett fragment av Linköpingsbiskopen Nils Hermanssons sigill finns kvar.

Ingeborg Tordsdotter föddes som dotter till Tord Petersson (Bonde).
Hon ägde bland annat gårdar i Östergötland. Officiella uppgifter (Svenskt diplomatarium) anger att hon den 2 november 1349 från Liljestad i Skönberga socken utfärdade gåvobrev. Hon skänkte jord i Sjökumla i Västra Stenby socken till Linköpings domkyrka. 20 år senare, den 7 februari 1369, skänkte hon sin ägodel i Liljestad till domkyrkan. Det skedde på hennes sons, Anund Magnussons, begravningsdag. Uppgifter tyder på att dessa donationer senare skulle komma Vadstena kloster till godo; alltså sedan Birgittas klosterorden instiftats och klostret kunnat börja sin verksamhet. Ingeborg skänkte senare ytterligare egendom till både Skänninge och Vadstena kloster.
Själv inträdde hon i det nybildade Vadstena kloster 1375 och stannade där till sin död 1391.